# Enlhet
Los enlhet, enlhet norte o lenguas del norte son un pueblo indígena perteneciente al grupo lengua que viven en la región del Gran Chaco al oeste de Paraguay. Originariamente cazadores-recolectores, ahora muchos de ellos se ven forzados a completar su sustento como trabajadores en los ranchos ganaderos que han invadido su hábitat natural menguante en el bosque. 
Los enlhet (palabra que significa persona) se distribuyen en 14 comunidades entre los departamentos Boquerón y Presidente Hayes. Según el censo 2002, son 7221, siendo hablantes del idioma unos 6982.
De acuerdo a los resultados del III Censo Nacional de Población y Viviendas para Pueblos Indígenas de 2012 en Paraguay viven 8632 enlhet, de los cuales 4343 en el departamento de Boquerón y 4289 en el departamento de Presidente Hayes.
El idioma enlhet pertenece al grupo de las lenguas mascoyanas.
Los enlhet y los enxet fueron considerados un mismo pueblo, llamado pueblo lengua, pero los trabajos de Ernesto Unruh y de Hannes Kalisch de finales del siglo XX determinaron que hablaban idiomas distintos —aunque estrechamente emparentados— y no dos dialectos de una misma lengua. Luego de la guerra del Chaco (1932-1935) llegaron al territorio enlhet misioneros menonitas y para la década de 1950 todo su territorio estaba colonizado.